# 吉永宏二郎
吉永 宏二郎（よしなが こうじろう、1961年6月8日 - ）は、日本の元ラグビー選手。

## プロフィール
- 東京都出身。
- 現役時代のポジションはセンター(CTB)。
- 日本代表通算キャップ数は6でラグビーワールドカップ1987の日本代表に選ばれた[1]。

## 略歴
大口高校、日本体育大学を経て、1984年、マツダ（現・マツダスカイアクティブズ広島）に加入。
1986年10月29日に行われた韓国戦で日本代表初キャップを獲得した。